# Gigolo (1926)
Gigolo é um filme mudo de drama romântica, produzido por Cecil B. DeMille e lançado pela Producers Distributing Corporation. William K. Howard dirigiu, Rod La Rocque e Jobyna Ralston estrelaram. O filme foi baseado no romance, Gigolo, de Edna Ferber.

## Elenco
- Rod La Rocque - Gideon Gory
- Jobyna Ralston - Mary Hubbel
- Louise Dresser - Julia Gory
- Cyril Chadwick - Doutor Gerald Blagden
- George Nichols - Pa Hubbel
- Ina Anson
- Sally Rand